# Pyrausta albescens
Pyrausta albescens là một loài bướm đêm trong họ Crambidae.